# Bio Zombie
Pour plus de détails, voir Fiche technique et Distribution.
Bio Zombie est un film hongkongais réalisé par Wilson Yip, sorti le 11 juin 1998.

## Synopsis
Deux jeunes garçons qui travaillent dans un magasin de VCD pirates, emmènent la voiture de leur patron à réparer. Sur le chemin du retour, ils renversent accidentellement un homme. Ils s'arrêtent et le type leur parle d'une boisson qu'il transportait. Malencontreusement, cet homme en boit et meurt aussitôt. Affolés, nos deux héros mettent le cadavre dans le coffre de la voiture. Ils reviennent sur leur lieu de travail, garent la voiture dans le parking souterrain et retournent dans leur magasin. Un peu plus tard, ils réalisent qu'ils ont oublié le corps dans la voiture et décident de voir s'il n'a pas bougé. Mais le corps a disparu, et peu après, le parking est bondé de zombies. Ils s'enfuient dans le centre commercial, trouvent d'autres survivants et essaient par tous les moyens de se sortir de là…

## Fiche technique
- Titre : Bio Zombie
- Titre original : 生化壽屍 (Sang dut sau shut)
- Réalisation : Wilson Yip
- Scénario : Matthew Chow, So Man-sing et Wilson Yip
- Production : Joe Ma
- Musique : Peter Kam
- Photographie : Keung Kwok-man
- Montage : Cheung Ka-fai
- Pays d'origine : Hong Kong
- Format : Couleurs - 1,85:1 - Dolby Digital - 35 mm
- Genre : Comédie horrifique
- Durée : 94 minutes
- Date de sortie : 11 juin 1998 (Hong Kong)

## Distribution
- Jordan Chan : Woody Invincible
- Sam Lee : Crazy Bee
- Angela Tong : Rolls
- Wayne Lai : Kui
- Emotion Cheung : Loi
- Matt K. Miller : Kui
- Bob Bobson : Le nerd VCD
- Francis Cherry : Un homme
- Richard Epcar : Ox
- Tara Jayne : Jelly
- Steve Kramer : Un zombie